# 100-мм противотанковая пушка МТ-12
100-мм противотанковая пушка МТ-12 (Индекс ГРАУ — 2А29, в ряде источников имеет названия Т-12А и «Рапира») — советское буксируемое гладкоствольное противотанковое орудие, созданное в начале 1960-х годов. Представляет собой модернизацию 100-мм противотанковой пушки Т-12 (индекс ГРАУ — 2А19), заключавшуюся в размещении орудия на новом лафете.

## История разработки
Гладкоствольная противотанковая пушка Т-12 была принята на вооружение постановлением Совета Министров СССР № 749—311 от 19.07.1961 г. Главный конструктор — Афанасьев Виктор Яковлевич (9.02.1919 г. — 26.10.2014 г.). Награждён орденом «Трудового Красного Знамени», орденом «Знак Почёта» и множеством медалей. Похоронен в г. Коломне, Московской области.

## Серийное производство
В серийном производстве с 1970 года. Изготовитель — Юргинский машиностроительный завод. С 1962 года уже поступила на вооружении арт. полка ВЧ 48448 г. Майкоп и принимала участие в учениях с боевыми стрельбами по танковым мишеням.

## Конструкция

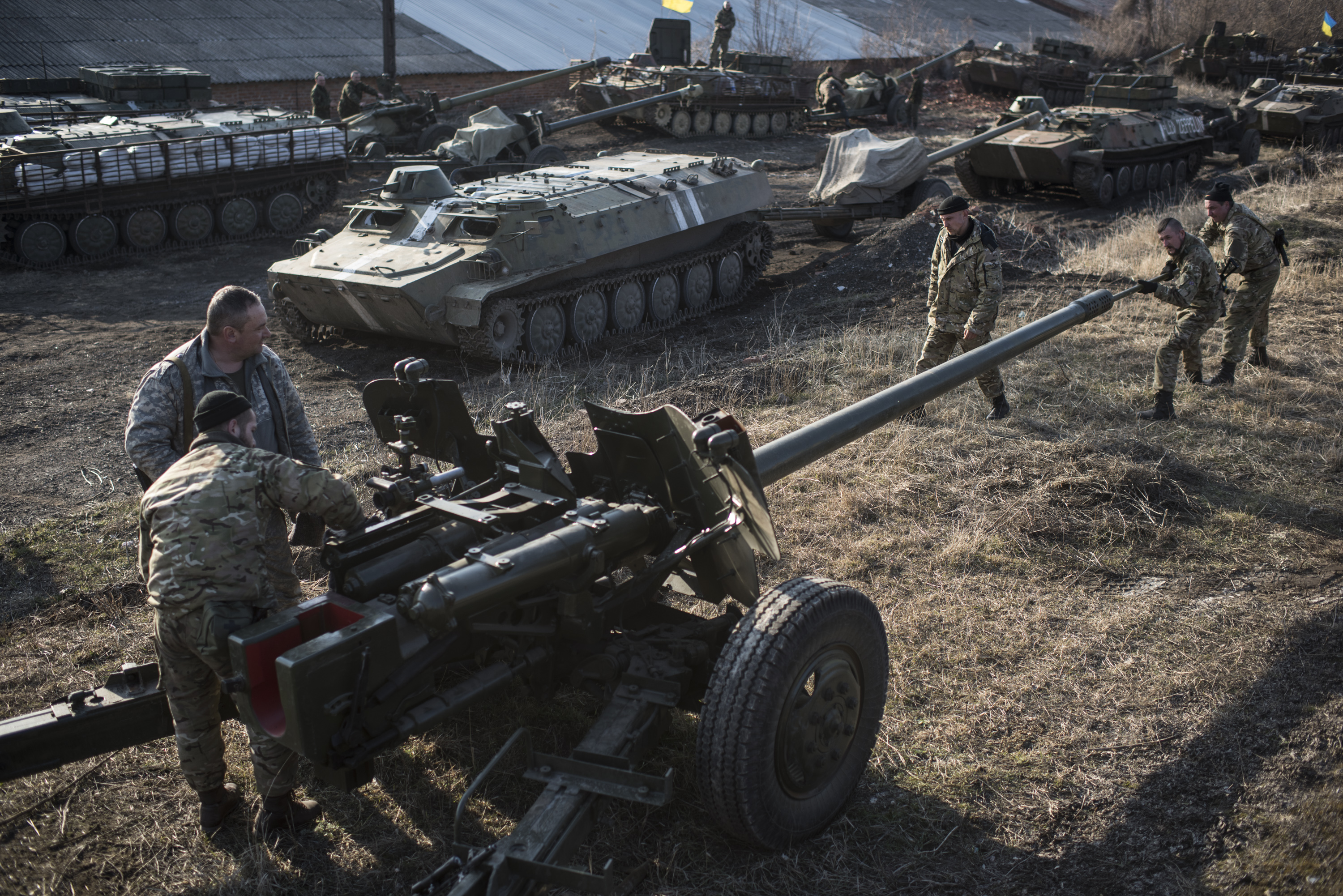
Снимок наблюдателей ОБСЕ МТ-12 украинских войск. Февраль 2015 года.

Конструктивно орудие представляет собой гладкоствольное противотанковое орудие на классическом двухстанинном лафете.

### Ствол орудия
Ствол орудия состоит из 100-мм гладкостенной трубы-моноблока с дульным тормозом, казёнником и обоймой.

### Прицельные приспособления
На МТ-12 устанавливаются следующие артиллерийские прицелы:
- Для стрельбы прямой наводкой в дневное время (по видимой цели) — оптический прицел ОП4МУ-40У[2], который снимается с пушки только перед длительными и тяжёлыми по проходимости маршами или при её длительном хранении;
- Для стрельбы с закрытых позиций (по невидимой цели) — механический прицел С71-40 с панорамой ПГ-1М и коллиматором К-1;
- Для ночной стрельбы — 1ПН35, ночной прицел АПН-6-40 «Брусника»; либо 1ПН53, ночной прицел АПН-7[3];

Панорама ПГ-1М является оптическим прибором, который необходим для точной наводки орудия в цель в горизонтальных и вертикальных плоскостях.
Коллиматор К-1 представляет собой оптический прибор, предназначенный для горизонтальной наводки пушки при отсутствии естественных точек наводки или в условиях плохой их видимости (в тумане, при снегопаде, задымлении огневой позиции).
Для освещения прицельных приспособлений пушки в ночное время также используется прибор освещения Луч-С71М.

### Транспортировка
Так как в МТ-12 используются колёса от грузового автомобиля ЗИС-150 с шиной «ГК» (губчатый каучук — размер 9,0-20, модель Я-37), то транспортировка осуществлялась буксировкой гусеничным тягачом МТ-Л(МТ-ЛБ), автомобилями-тягачами Урал-375Д и Урал-4320. При движении по снегу использовалась лыжная установка ЛО-12.

## Боеприпасы

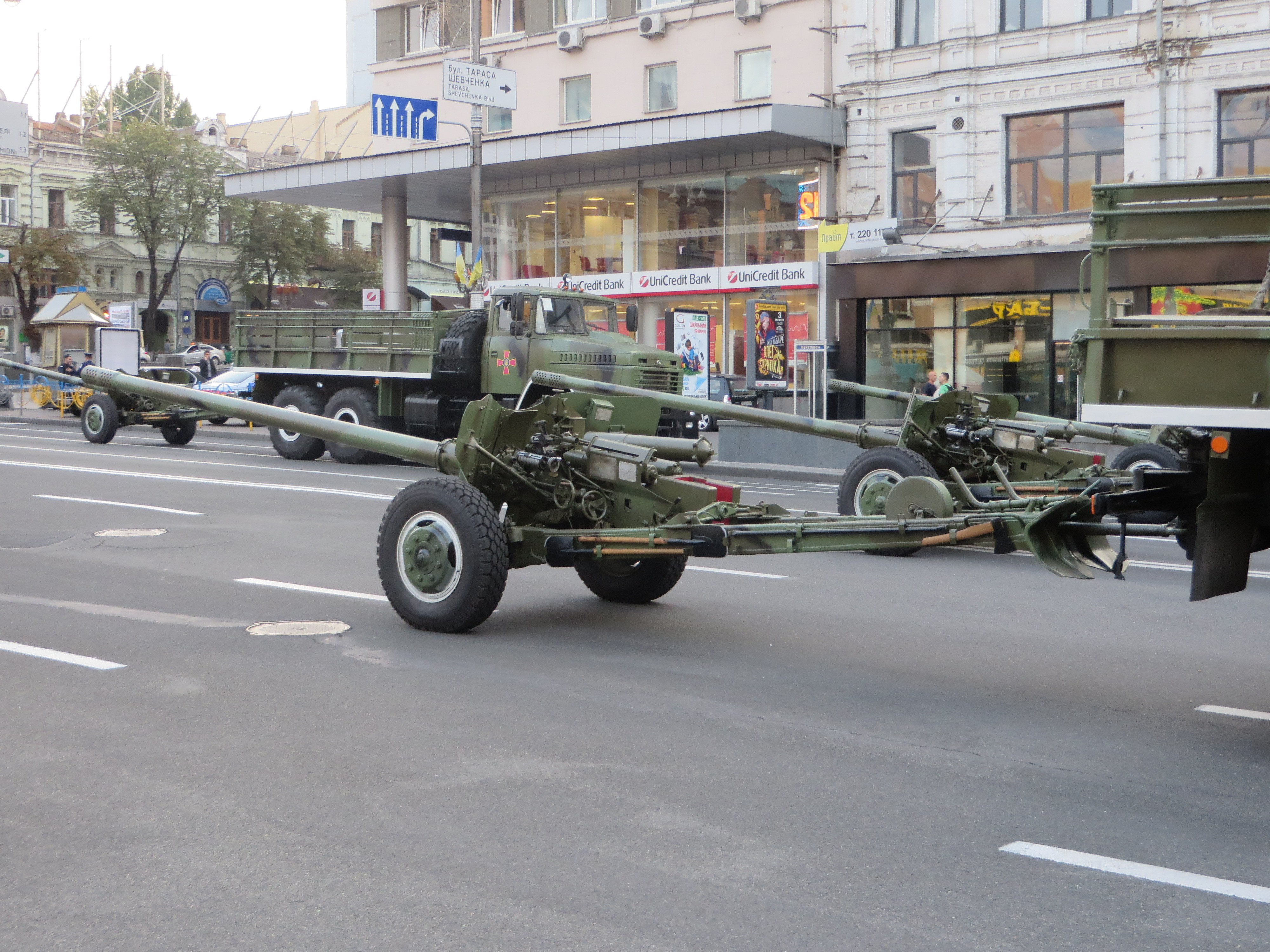
В буксируемом положении.

Боекомплект орудия включает в себя несколько типов подкалиберных, кумулятивных и осколочно-фугасных снарядов, а также управляемые противотанковые ракеты «Кастет», Стугна (не путать с Стугна-П). Возимый боекомплект: 20 выстрелов, из них 50 % — БПС, 20 % — ОФС, 30 % — КС.

### Бронебойные подкалиберные снаряды (БПС)
- 100-мм выстрелы 3УБМ1 и 3УБМ2 с бронебойными подкалиберными снарядами ЗБМ1 (с сердечником) и ЗБМ2 (без сердечника) предназначены для стрельбы по танкам, САУ и другим бронированным целям.
- 100-мм бронебойный подкалиберный выстрел 3УБМ10 с сердечником, с бронебойным подкалиберным снарядом ЗБМ24 со стреловидной боевой частью предназначен для поражения бронетанковой техники.
- Бронебойный подкалиберный выстрел 3УБМ15, ОКР «Вальщик».

### Осколочно-фугасные снаряды (ОФС)
- 100-мм выстрел 3УОФ3 с осколочно-фугасным снарядом 3ОФ15, укомплектованным взрывателем В-429Е, предназначен для стрельбы по живой силе, огневым точкам, инженерным сооружениям полевого типа и другим целям. Начальная скорость снаряда 667 м/с.
- 100-мм осколочно-фугасный повышенной мощности выстрел 3УОФ12 с осколочно-фугасным снарядом 3ОФ35, предназначен для поражения живой силы, полевых укреплений, инженерных сооружений полевого типа, огневых позиций артиллерии, миномётов, ракетных установок, пехотных огневых средств противника.Начальная скорость снаряда 663 м/с.

### Кумулятивные снаряды (КС)
- 100-мм выстрелы 3УБК2 и 3УБК2М с кумулятивно-осколочными снарядами ЗБК3 и ЗБК3М, укомплектованными взрывателем ГПВ-2, предназначены для стрельбы прямой наводкой по бронированным целям, имеющим мощную броневую защиту, по лёгким укрытиям и живой силе. НИИ-24.
- 100-мм кумулятивные повышенной бронепробиваемости, выстрелы 3УБК8 и 3УБК8М с кумулятивными снарядами 3БК16 и 3БК16М, предназначены для поражения бронированных целей, а также живой силы, фортификационных и инженерных сооружений, огневых позиций артиллерии, миномётов, ракетных установок.

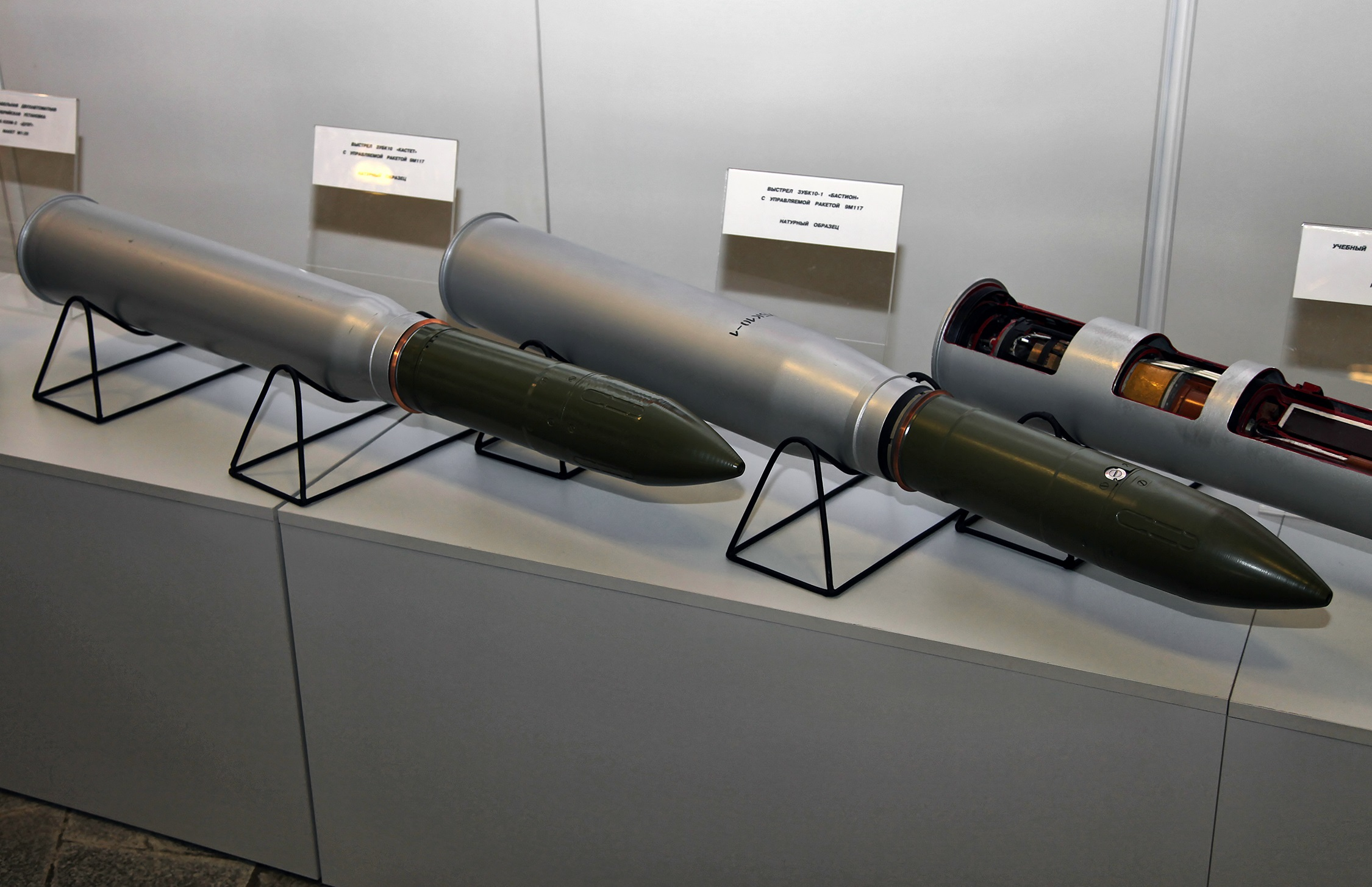
Выстрелы 3УБК10 и 3УБК10-1 с управляемой ракетой 9М117.

### Инертные (холостые: учебные и практические) снаряды
- Осколочно-фугасный повышенной мощности инертный выстрел 3УОФ12ИН;
- Кумулятивный инертный выстрел 3УБК8ИН;
- Выстрел 3УП4 с практическим кумулятивным снарядом 3П7 (аналог снаряда 3БК3М);
- Выстрел с практическим кумулятивным снарядом 3П27 (аналог снаряда 3БК16М);
- Холостой выстрел 4Х20;
- Холостой выстрел 4Х20Н;
- Холостой выстрел 4Х20П;
- Заряд для гидроотстрела[7][8].

### Противотанковые выстрелы с управляемыми ракетами
- Выстрел ЗУБК10 с управляемой ракетой 9М117 (тандемная кумулятивная боевая часть 9Н136М)[9].
- Выстрел с УР «Стугна»[10].

## Тактико-технические характеристики
- Калибр, мм: 100
- Длина ствола, клб.: 63
- Длина зарядной каморы, мм: 915

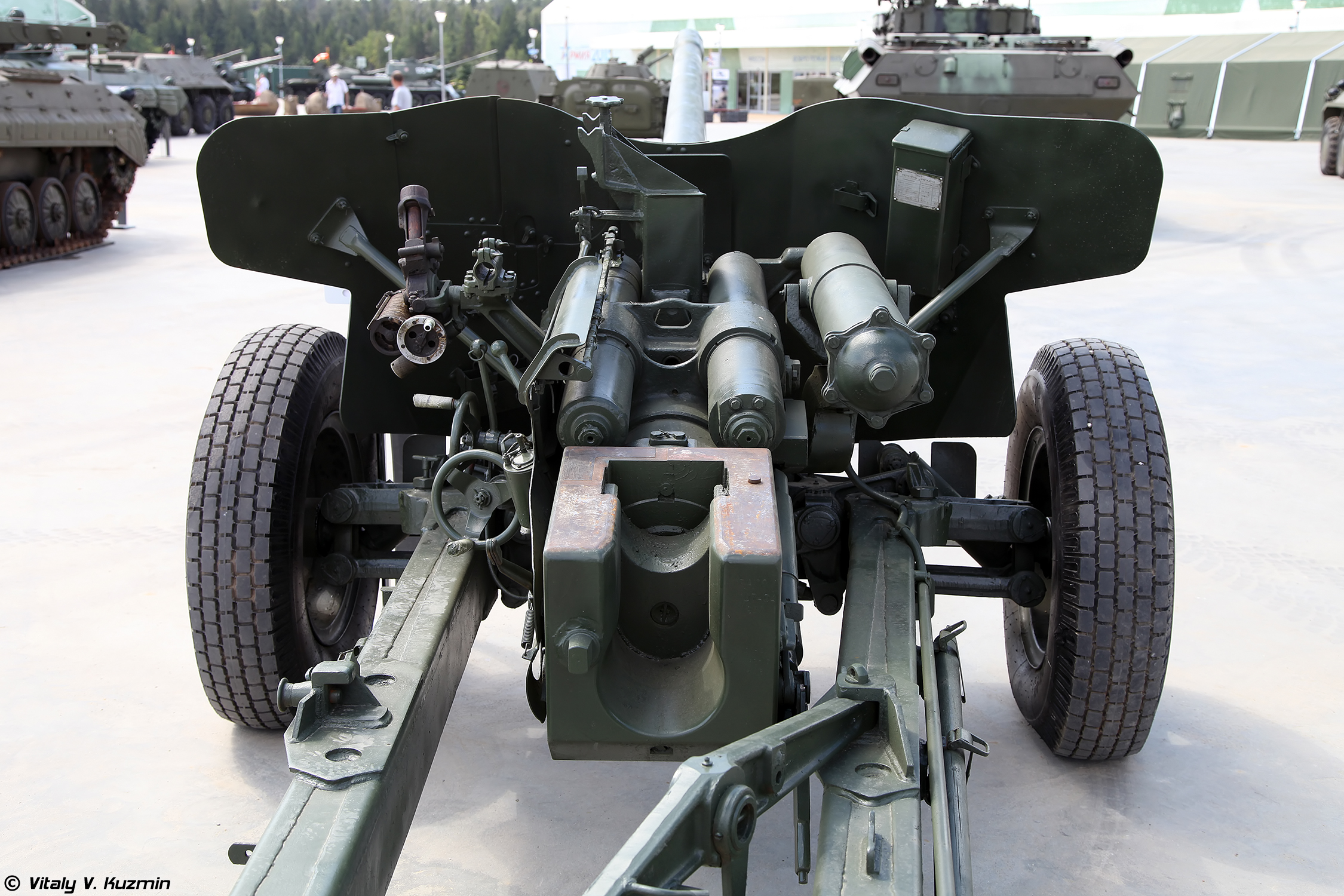
Казённая часть орудия.

- Ширина пушки (по колпакам колёс), мм: 2320
- Ширина хода, мм: 920
- Клиренс, мм: 330
- Диаметр колеса, мм: 1034
- Высота линии огня, мм: 810
- Высота пушки в боевом положении при наибольшем угле возвышения, мм: 2600
- Высота пушки по верхнему срезу щита, мм: 1600
- Угол горизонтального обстрела, градусов: 53-54
- Наибольший угол возвышения, градусов: 20±1
- Наибольший угол снижения, градусов: −6—7
- Нормальная длина отката, мм: 680—770
- Предельная длина отката, мм: 780

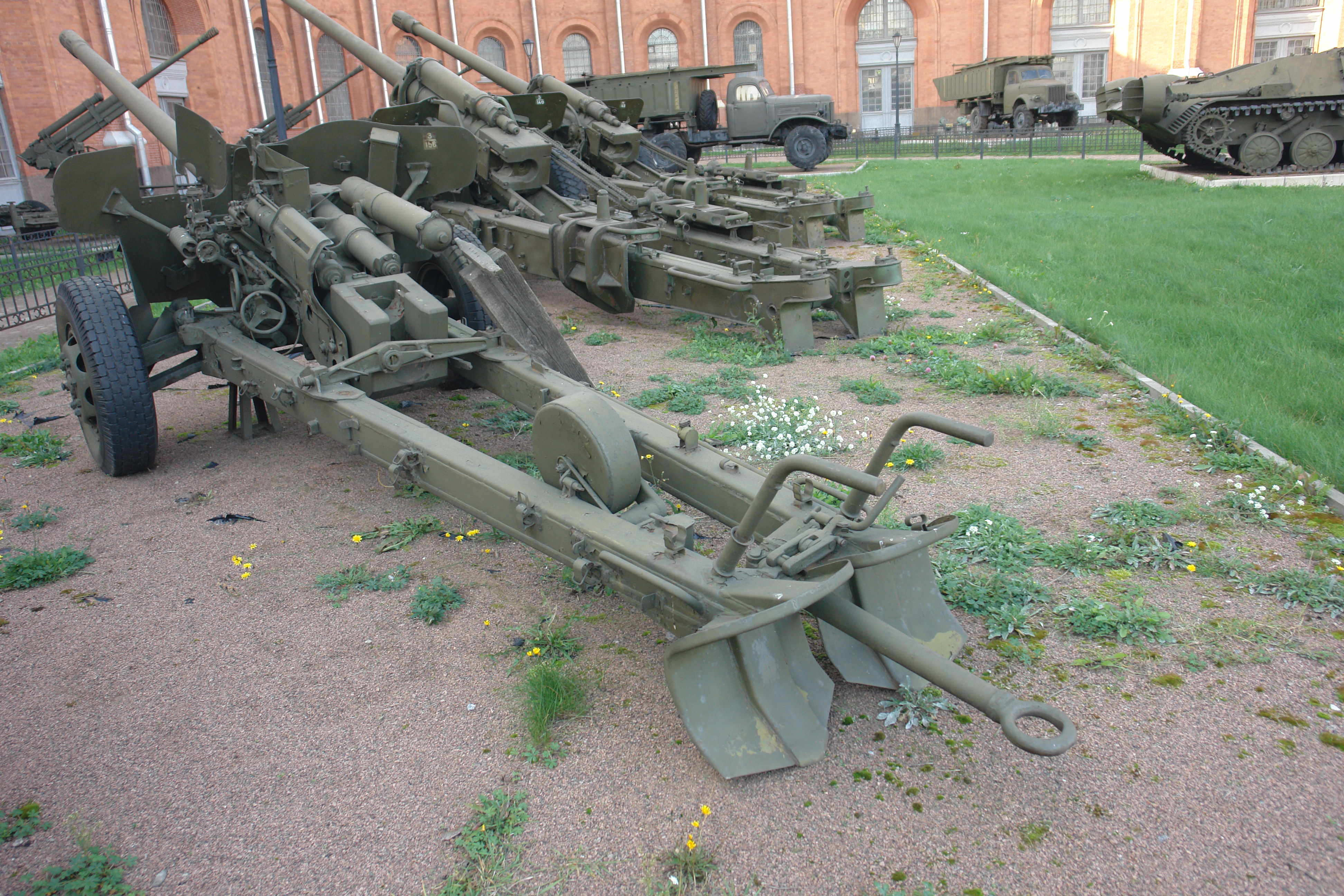
В Военно-историческом музее артиллерии, инженерных войск и войск связи, г. Санкт-Петербург.

- Масса пушки в боевом и походном положениях, кг: 3100
- Масса ствола с затвором, кг: 1337
- Масса клина в собранном виде, кг: 55
- Масса откатывающихся частей, кг: 1420
- Скорострельность, выстр./мин.: 6—14
- Расчёт, человек: 6—7
- Максимальная дальность стрельбы, м: (навесным огнём) 8200
- Максимальная дальность "прямого" выстрела, м: 2500
- Начальная скорость снаряда, м/с:
  - 1575 (подкалиберный);
  - 975 (кумулятивный)
- Масса снаряда, кг:
  - 5,65 (подкалиберный)
  - 4,69 кг (кумулятивный)

## Модификации

### МТ-12К (2А29К)
В 1981 году на вооружение сухопутных войск СССР был принят противотанковый ракетный комплекс 9К116 «Кастет» (Тульский КБП во главе с А. Г. Шипуновым), предназначенный для поражения бронетанковой техники, а также малоразмерных целей. Комплекс «Кастет» состоит из выстрела ЗУБК10 с управляемой ракетой 9М117 и аппаратуры прицеливания и наведения 9Ш135. Система управления полуавтоматическая по лазерному лучу.
АК «Туламашзавод» освоено серийное производство модернизированной ракеты ПТУР 9М117М «Кан» в составе выстрела 3УБК10М с тандемной кумулятивной боевой частью, способной пробивать броню танков, оснащённых динамической защитой.

### МТ-12Р (2А29Р)
Комплекс МТ-12Р, «Рута» принят на вооружение и поставлен в серийное производство в 1981 году. Всепогодный радиолокационный прицельный комплекс 1А31, шифр «Рута», устанавливаемый на ПТП МТ-12, был создан в 1980 году в ОКБ НИИ «Стрела»(Главный конструктор Симачев В. И.). Производство прицела 1А31 осуществлялось в 1981—1990 годах.

### M87 TOPAZ
Югославская модификация МТ-12. Главной особенностью является использование лафета от гаубицы Д-30. Также в СУО включён лазерный дальномер с дальностью от 200 до 9995 метров.

## На вооружении

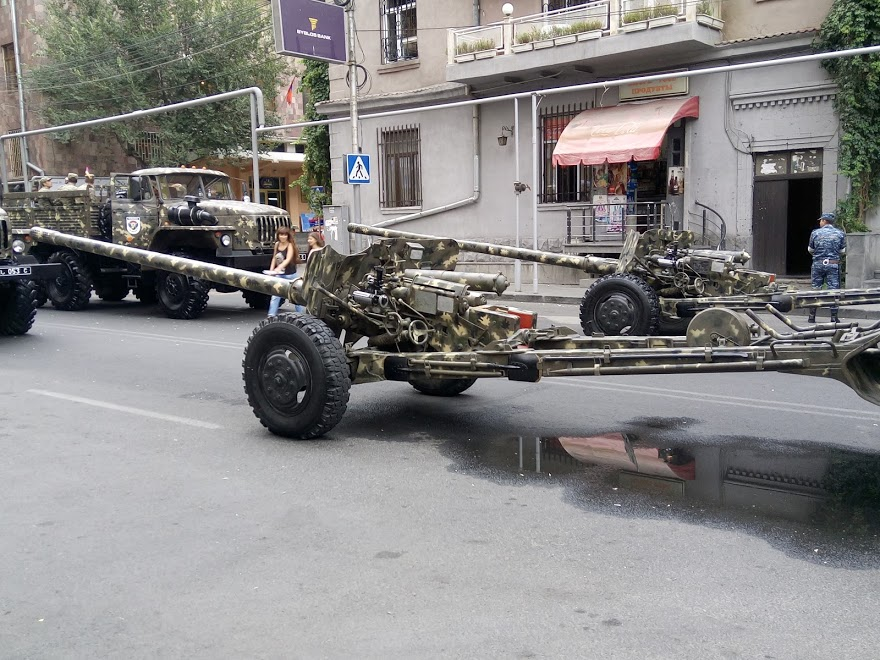
МТ-12 ВС Армении

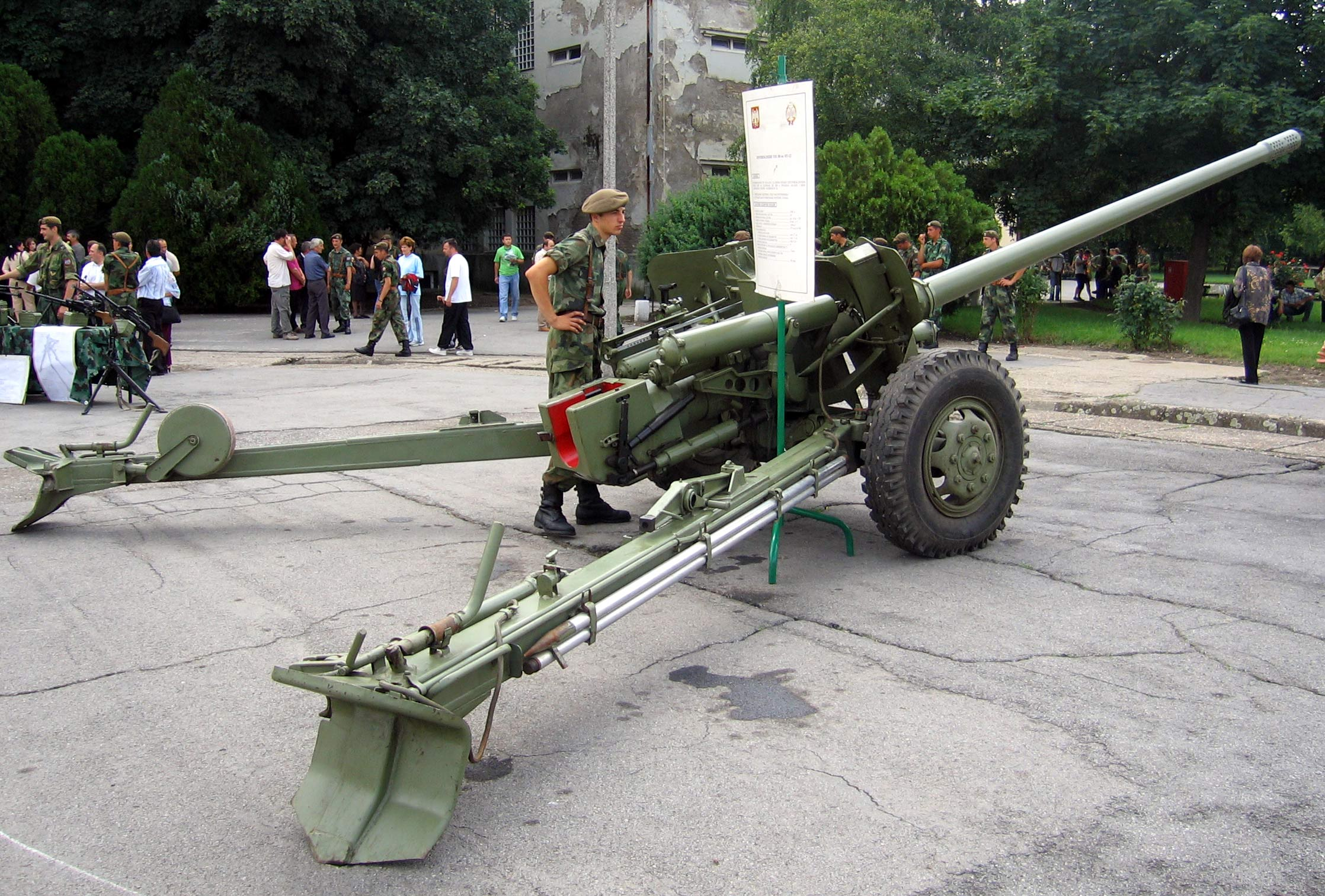
Сербская «Рапира».

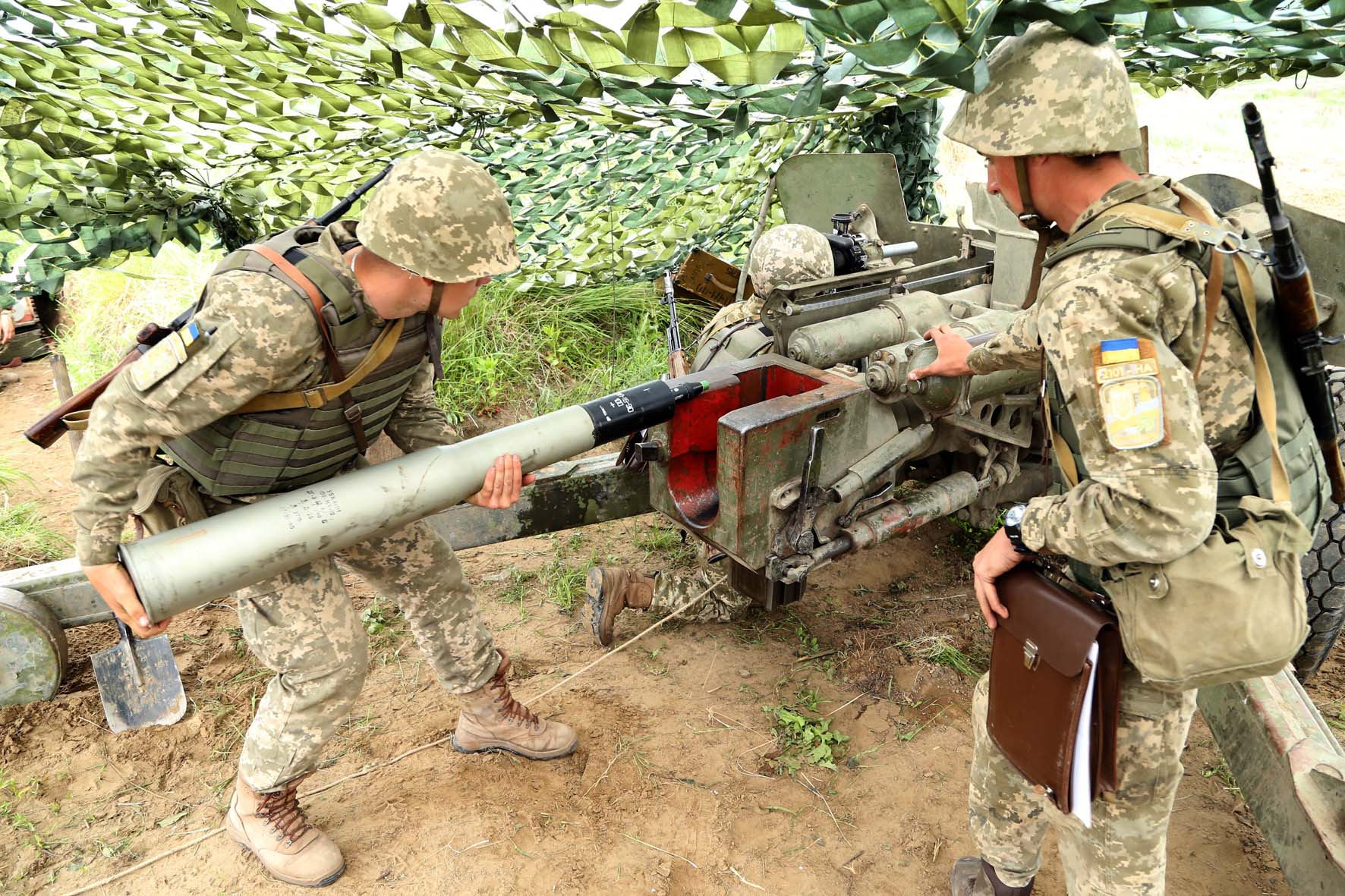
Кумулятивный выстрел к пушке (ВСУ).

- Болгария — 126 МТ-12, по состоянию на 2024 год.[17]
- Грузия — около 40 Д-44 и МТ-12, по состоянию на 2024 год.[18]
- Казахстан — 20 МТ-12, по состоянию на 2024 год.[17]
- Кыргызстан — 18 Т-12/МТ-12, по состоянию на 2024 год.[17]
- Молдова — 31 МТ-12, по состоянию на 2024 год.[17]
- Монголия — некоторое количество, по состоянию на 2024 год.[17] Всего поставлено 25 Т-12.[19]
- Румыния — 218 М-1977(румынская версия МТ-12), по состоянию на 2024 год[17]
- Россия — 500 МТ-12 на вооружении и 800 Т-12/МТ-12 на хранении по состоянию на январь 2024 год.[20]
- Туркменистан — 60 Т-12/МТ-12, по состоянию на 2024 год.[17]
- Узбекистан — 36 Т-12/МТ-12, по состоянию на 2024 год.[17]
- Украина — 200 Т-12/МТ-12 по состоянию на 2024 год.[21]

### Бывшие операторы
- Босния и Герцеговина — 155 T-12/МT-12, по состоянию на 2013 год[22]
- Польша
- СССР — перешли к образовавшимся после распада государствам.
  -  Белоруссия — унаследованы от СССР. Списаны[17]
  -  Армения — 36 МТ-12, по состоянию на 2016 год[23]
  -  Азербайджан — 72 МТ-12, по состоянию на 2016 год. Списаны[17]
- Югославия —  350 Т-12/МТ-12, поставлено в 1977 году. Списаны[17]
  -  Черногория — 36 МТ-12, по состоянию на 2010 год[24]

## Служба и боевое применение
В состав противотанковых артиллерийских дивизионов мотострелковых дивизий ВС СССР входили две противотанковые артиллерийские батареи, состоящие из шести 100-мм ПТП Т-12 (МТ-12).
В Афганской войне 1979—1989 гг. 100-мм пушки МТ-12, находившиеся на вооружении отдельных противотанковых артиллерийских дивизионов (оптад) в составе 3-х мотострелковых дивизий (370-й оптд, 738-й оптд, 1377-й оптд) путём рассредоточения линейных взводов по сторожевым заставам, использовались советскими войсками для охраны коммуникаций и особо важных объектов, штабов, аэродромов.
В Вооружённом конфликте в Приднестровье (1992) 100-мм пушки МТ-12 были применены против танков Т-64.
Во время Первой чеченской войны 100-мм пушки МТ-12 были привлечены для артиллерийской подготовки при штурме села Первомайского.
Во время Вооружённого конфликта на востоке Украины массово применялись обеими сторонами конфликта.
В Гражданской войне в Сирии применяется вооружёнными силами Сирийской Арабской Республики.
Во время российского вторжения на Украину (2022 г.) применяются обеими сторонами конфликта.

## Оценка проекта

### Аналоги

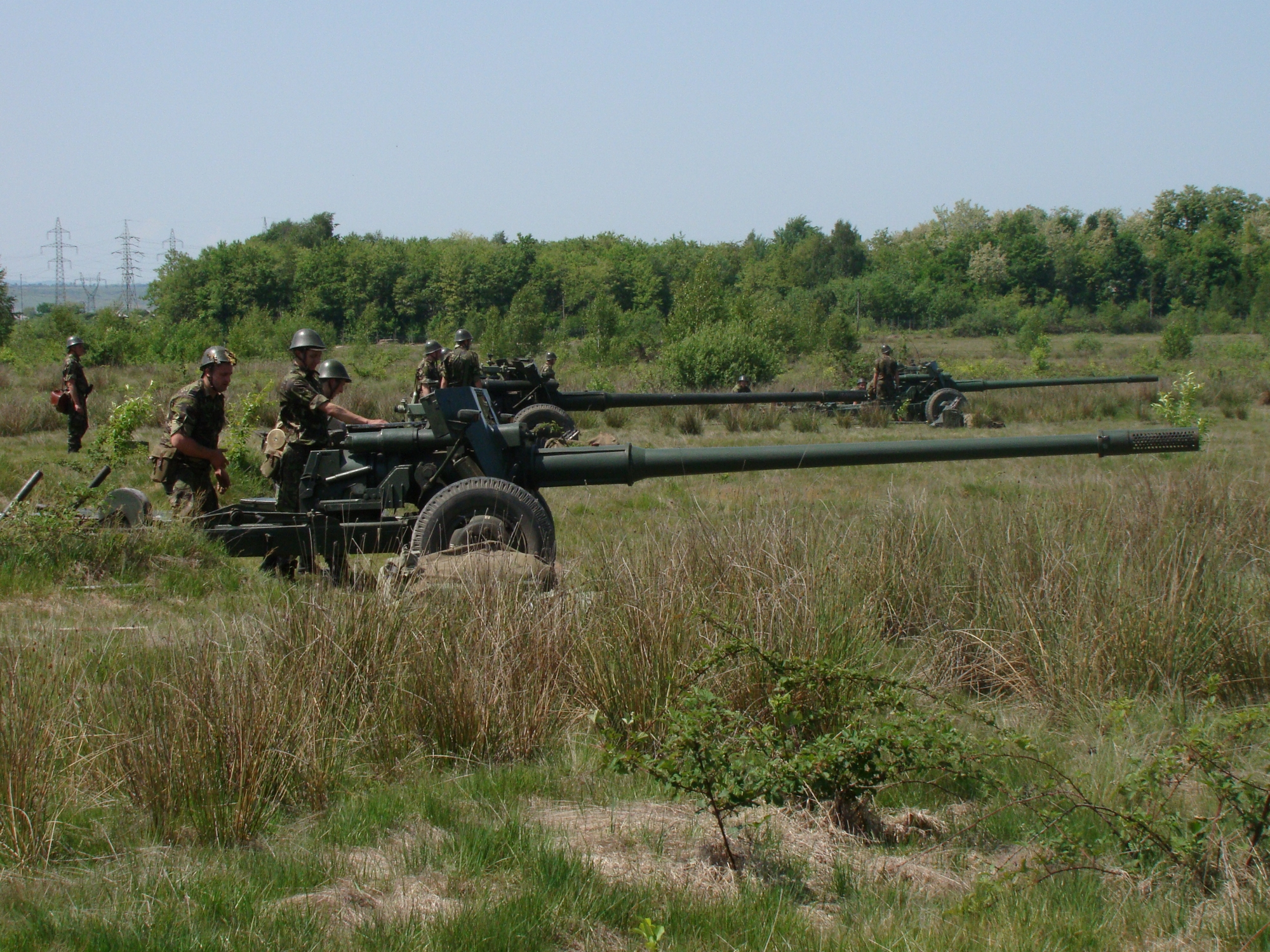
«Рапира» 612-го противотанкового дивизиона Румынской армии.

- 100-мм Д-60 — опытная дивизионная буксируемая противотанковая пушка на лафете гаубицы Д-30, разработанная в ОКБ-9[30].
- A407 — 100-мм буксируемая нарезная противотанковая пушка образца 1975/77 годов с эффективной дальностью стрельбы БОПС до 1,7 км.
- 100 mm anti-tank gun Type 73 — 100-мм буксируемая гладкоствольная противотанковая пушка «Тип 73» была разработана в середине 1970-х годов[31].
- 100 mm anti-tank gun Type 86 — 100-мм буксируемая гладкоствольная противотанковая пушка «Тип 86» была разработана в конце 1980-х годов. В моторизованных пехотных дивизиях НОАК используется в качестве основного противотанкового артиллерийского орудия[32][33][34].
- 100mm protitankový kanón vzor 53 (заводское обозначение Škoda A20) — разработанные чехословаками в развитие концепции БС-3, 100-мм пушки образца 1953 года находились на вооружении чехословацкой армии с 1953 года вплоть до начала 1990-х годов[35].

### Достоинства
- Универсальность:

орудие МТ-12 можно использовать как для поражения танков, бронетранспортёров и других средств бронетехники, так и для стрельбы по бронеколпакам, амбразурам долговременных и деревоземляных огневых точек, а также для уничтожения живой силы и огневых средств противника, находящихся вне укрытий и за лёгкими укрытиями.
- Скорострельность:

средний темп прицельной стрельбы из 100-мм МТ-12 составляет примерно 6 выстрелов в минуту. Теоретически максимальная скорострельность стрельбы из МТ-12 может достигать 14 выстрелов в минуту, практически — 10 выстрелов в минуту.
- Относительная дешевизна боеприпасов.
- Надёжность.
- Простота в эксплуатации.

### Недостатки
- Моральная устарелость.
- Недостаточная дальность стрельбы.

## В играх
- Присутствует в модификации "Cold War" игры В тылу врага: Штурм 2
- Присутствует в модификации "Nobody except Us 2" игры В тылу врага: Штурм 2
- Присутствует в модификации "MT-12 Rapira" игры Arma 3
- Присутствует в модификации "MT-12 Rapira" игры WARNO